# Solvitur ambulando
Solvitur ambulando es una frase en latín que significa textualmente "se soluciona caminando" y se usa para referirse a un problema que se resuelve con un experimento práctico. A menudo se atribuye a Agustín de Hipona.
En español se utiliza coloquialmente la frase el movimiento se demuestra andando con el mismo sentido, y se puede encontrar en textos relacionados con las matemáticas o con la física.
Se dice que Diógenes de Sinope, también conocido como "Diógenes el cínico", respondió a las paradojas de Zenón sobre la irrealidad del movimiento al levantarse y alejarse caminando.

## Citas
La frase aparece al principio del relato de Lewis Carroll titulado "Lo que la tortuga le dijo a Aquiles", donde Aquiles la usa para acentuar que, efectivamente, logró superar a la tortuga en su carrera para probar empíricamente una de las paradojas de Zenón sobre el movimiento. Este pasaje también aparece en el libro de Douglas Hofstadter Gödel, Escher, Bach: un Eterno y Grácil Bucle (1979).
En Clouds of Witness (1926) de Dorothy L. Sayers, durante el juicio del duque de Denver ante la Cámara de los Lores, el Lord High Steward sugiere (entre risas) que solvitur ambulando para determinar si el difunto se arrastró por sí mismo o fue arrastrado a otra ubicación, ya que se trataba de una cuestión de disputa entre la fiscalía y la defensa.
La frase también se cita en Walking (1861) de Henry David Thoreau y en The Songlines (1986) de Bruce Chatwin, con un significado más literal. Chatwin, quien "creía apasionadamente que caminar constituía el remedio soberano para todos los problemas mentales", lo aprendió de Patrick Leigh Fermor y lo escribió de inmediato en sus notas.
La frase se discute varias veces y con cierta extensión en The Tao of Travel (2011) de Paul Theroux. También aparece en los escritos de Aleister Crowley, y Oliver Sacks. Es el lema del Royal Air Forces Escaping Society.